# کمیسیون لاندائو

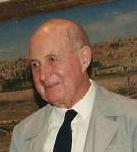
موشه لاندائو، رئیس کمیسیون لاندائو

کمیسیون لاندائو در سال ۱۹۸۷ در پی مرگ دو زندانی فلسطینی در زندان‌های اسراییل زیر شکنجه، توسط دولت اسرائیل در اسراییل تشکیل شد. ریاست این کمیسیون بر عهده‌ی موشه لاندائو، قاضی دادگاه عالی اسرائیل بود. این کمیسیون وجود شکنجه در اسراییل و سازمان شاباک را تایید کرده و دریافت که بازجوهای این سازمان به طور مکرر از شکنجه در زمان بازجویی علیه زندانیان استفاده کرده و سپس در دادگاه به دروغ، خلاف این موضوع سوگند یاد می‌کنند. 
اهمیت اصلی گزارش کمیسیون لاندو در نتیجه گیری آن نهفته است که بر اساس مفاد دفاع ضروری، اعمال فشار فیزیکی متوسط در بازجویی از افراد مظنون به فعالیت تروریستی خصمانه هم موجه و هم مجاز است و اما نتیجه گیری هنجاری کمیسیون این بود که اعمال فشار فیزیکی در بازجویی ها مجاز است، اما دروغ گفتن به دادگاه ممنوع است.
در واقع لاندو ، تعهدات اسرائیل بر اساس حقوق بشر و حقوق بین‌الملل بشردوستانه (IHL) را نقض می‌کند، انجام شکنجه را تسهیل می‌کند و به خودی خود می‌تواند نوعی رفتار ظالمانه، غیرانسانی یا تحقیرآمیز یا حتی شکنجه باشد.

## شکنجه قانونی لاندو
که بر اساس آن بازجویی از افراد مظنون در اسرائیل بین سال‌های 1987 و 1999 با تأیید دیوان عالی تنظیم می‌شد. این مدل با توجه به توصیه‌های کمیسیون تحقیق لاندو، که شامل دستورالعمل‌های دقیق به بازجویان در مورد اعمال «فشار روانی» و «معیار فشار فیزیکی متوسط» بود، مدعی شد که چنین دستورالعمل‌هایی تحت مفاد «دفاع از ضرورت» قانونی هستند. قانون جزایی که در مورد آنها اعمال می شود. هزاران فلسطینی که در آن دوره بسیار بیشتر از تعداد محکومان هر گونه جرایم تروریستی بودند، تحت روش های بازجویی لاندو قرار گرفتند که توسط نهادهای سازمان ملل متحد به منزله شکنجه است. روش‌ها شامل ترکیب‌های مختلفی از بازداشت بدون ارتباط، خواب و محرومیت حسی، موقعیت‌های دردناک اجباری، «تکان دادن» و سایر روش‌های تحقیرآمیز یا خشونت‌آمیز بود. کسانی که تکنیک ها را طبق دستورالعمل ها به کار می بردند، همواره از مجازات مصونیت داشتند.
مرگ یک زندانی فلسطینی به نام مصطفی عکاوی، ماهیت غیرقابل دفاع ادعای اسرائیل را نشان می دهد که استفاده از "فشار فیزیکی متوسط" در طول بازجویی را نباید شکنجه نامید. این ادعا در یک پرونده مهم دادگاه عالی اسرائیل مورد اعتراض قرار گرفت. بازجویان سرویس امنیت عمومی (GSS) آزادانه اعتراف کردند که عکاوی را دست‌کم چند ساعت با دستبند و کلاه در راهروی سردی قرار داده‌اند و او را مورد ضرب و شتم قرار داده‌اند.GSS گفت در برخورد با عکاوی «آنطور که باید عمل کرده است»و هیچ رفتار ظالمانه ای انجام نشده است.
طبق اسناد و شواهد سرویس امنیت داخلی اسرائیل، شین بت، از شکنجه سیستماتیک علیه فلسطینی ها استفاده کرده و مرتباً در مورد آن دروغ گفته است. این گزارش دوره 1988-1992 را پوشش می دهد، زمانی که جوانان فلسطینی در حال برپایی انتفاضه بودند. در پاسخ، شین بت دستورالعمل‌های بازجویی دولتی را که اجازه «فشار فیزیکی متوسط» را می‌داد نادیده گرفت و بسیار فراتر رفت و بدترین سوء استفاده‌ها در زندان‌های نوار غزه انجام شد. سازمان حقوق بشر اسرائیل، B'Tselem، تخمین می زند که هزاران زندانی فلسطینی - حدود 85٪ - تحت شکنجه قرار گرفتند.
پزشکان و امدادگران شاهدان خاموش نقض حقوق بشر از طریق شکنجه توسط ارتش اسرائیل است.

## جستار های وابسته
شاباک